# هبة الشيخي
هبة أمينة أ الشيخ (بالإنجليزية: Hiba Amina A. Elchikhe)‏ (من مواليد 12 نوفمبر 1992) هي ممثلة إنجليزية. وهي معروفة بعملها في المسرح.

## نشأتها
ولدت هبة الشيخ في هامرسميث غرب لندن وهي من أصل مغربي ومصري. تتحدث أربع لغات وقد التحقت بمدرسة بريت في سن السادسة عشرة وتخرجت من أكاديمية ماونتفيو لفنون المسرح بدرجة بكالوريوس في الآداب في المسرح الموسيقي.

## مسيرتها الفنية
ظهرت الشيخي لأول مرة على المسرح الاحترافي من خلال دور بديل في جولة آسيا لعام 2015 لـلشبح واكتسبت شهرة من خلال دورها القيادي كياسمين في جولة علاء الدين الأسترالية لعام 2017. أما في عام 2018 ظهرت لأول مرة على مسرح لندن في مسرحية أنتوني وكليوباترا على المسرح الوطني وأنشأت دور سلمى كرامي في فيلم أجنحة مكسورة لألبومها المفاهيمي في مسرح رويال هايماركت.
في عام 2019 لعبت هبة الشيخي دور البطولة في الدور الفخري لبروكلين في العرض الأول في المملكة المتحدة على مسرح غرينتش. ظهرت أيضًا في فيفير في مسرح ساوثوارك.
بعد أن تم اختيارها في الأصل في عام 2020 تولت الشيخ دور بريتي باشا في فيلم "الجميع يتحدثون عن جيمي" في مسرح أبولو في ويست إند ومسرح أهمانسون في لوس أنجلوس. في هذه الأثناء وأثناء الإغلاق أنشأت الشيخ سلسلة ويب تحت عنوان المسرح عبر الإنترنت بعنوان "الخروج من الظلام، إلى دائرة الضوء" بالتعاون مع نيماكس و"مقهى مسرحي". ظهرت أيضًا في فيلم "المرأة حسنة التصرف" في قاعة كادوجان.
في عام 2022 عادت هبة إلى مسرح ساوثوارك من أجل "Lift"، وظهرت في "قبالة ويست إند" الذي ينطلق من "جيل الألفية" في القصر الآخر، وأنشأ دور تشاريس في "زوجة المسافر عبر الزمن" في "ستوري هاوس"، وهو الدور الذي ستعيده في "نهاية الغرب" في أبولو في عام 2023. وقد أعلنت الشيخ وزميلها نجم زوجة المسافر عبر الزمن تيم ماهيندران عن ترشيحات جائزة WhatsOnStage الرابعة والعشرين.

## أعمالها (ظهورها المسرحي)
| السنة           | عنوان المسرحية             | الدور                           | ملاحظات                                          |
| --------------- | -------------------------- | ------------------------------- | ------------------------------------------------ |
| 2015            | شبح                        | السيدة سانتياغو / مولي (الغلاف) | جولة آسيا                                        |
| 2017            | علاء الدين                 | ياسمين                          | جولة أستراليا                                    |
| 2018            | أجنحة مكسورة               | سلمى كرامي                      | ألبوم المفهوم / مسرح رويال هايماركت في لندن      |
| 2018            | أنطونيو وكليوباترا         | المتنبئ                         | المسرح الوطني في لندن                            |
| 2019            | فيفير                      | امرأة                           | مسرح ساوثوارك في لندن                            |
| 2019            | بروكلين                    | بروكلين                         | مسرح غرينتش في لندن                              |
| 2020, 2021–2022 | الجميع يتحدث عن جيمي       | بريتي باشا                      | مسرح أبولو في لندن / مسرح أهمانسون في لوس أنجلوس |
| 2021            | المرأة ذات الأخلاق الحميدة | كليوباترا / مالالا يوسفزاي      | قاعة كادوجان في لندن                             |
| 2022            | ليفت                       | سكرتيرة                         | مسرح ساوثوارك في لندن                            |
| 2022            | جيل الألفية                |                                 | القصر الآخر في لندن                              |
| 2022–2023       | زوجة المسافر عبر الزمن     | تشاريس                          | ستوريهاوس في مسرح تشيستر / أبولو في لندن         |